# هيرمان جيرهارد غيد
هيرمان جيرهارد غيد (بالنرويجية البوكمول: Herman Gerhard Gade)‏ هو طبيب نرويجي، ولد في 22 مارس 1870، وتوفي في 1953.